# Лавінг (фільм)
«Лавінг» (англ. Loving) — американсько-британський драматичний фільм, знятий Джеффом Ніколсом. Світова прем'єра стрічки відбулась 16 травня 2016 року на Каннському кінофестивалі. Фільм розповідає про подружжя Лавінг, яких засуджують до тюремного ув'язнення за вступ у міжрасовий шлюб.

## У ролях
- Джоел Едгертон — Річард Лавінг
- Рут Негга — Мілдред Лавінг
- Мартон Чокаш — шериф Брукс
- Майкл Шеннон — Грей Віллет
- Нік Кролл — Берні Коен
- Білл Кемп — Френк Бізлі

## Нагороди й номінації
| Список нагород і номінацій     | Список нагород і номінацій | Список нагород і номінацій      | Список нагород і номінацій | Список нагород і номінацій | Список нагород і номінацій |
| Кінопремія                     | Дата церемонії             | Категорія                       | Номінант(и)                | Результат                  | Дж                         |
| ------------------------------ | -------------------------- | ------------------------------- | -------------------------- | -------------------------- | -------------------------- |
| Асоціація кінокритиків Остіна  | 28 грудня 2016             | Найкращий актор                 | Джоел Едгертон             | Номінація                  | [ 2 ] [ 3 ]                |
| Асоціація кінокритиків Остіна  | 28 грудня 2016             | Найкраща акторка                | Рут Негга                  | Номінація                  | [ 2 ] [ 3 ]                |
| Асоціація кінокритиків Остіна  | 28 грудня 2016             | Найкращий остінський фільм      | «Лавінг»                   | Номінація                  | [ 2 ] [ 3 ]                |
| Каннський кінофестиваль        | 22 травня 2016             | «Золота пальмова гілка»         | «Лавінг»                   | Номінація                  | [ 4 ]                      |
| Кінопремія «Готем»             | 28 листопада 2016          | Найкращий актор                 | Джоел Едгертон             | Номінація                  | [ 5 ] [ 6 ]                |
| Кінопремія «Готем»             | 28 листопада 2016          | Найкраща акторка                | Рут Негга                  | Номінація                  | [ 5 ] [ 6 ]                |
| Премія AACTA                   | 6 січня 2017               | Найкращий актор                 | Джоел Едгертон             | Номінація                  | [ 7 ] [ 8 ]                |
| Премія AACTA                   | 6 січня 2017               | Найкраща акторка                | Рут Негга                  | Номінація                  | [ 7 ] [ 8 ]                |
| Премія Гільдії сценаристів США | 19 лютого 2017             | Найкращий оригінальний сценарій | Джефф Ніколс               | Номінація                  | [ 9 ]                      |
| Премія «Золотий глобус»        | 8 січня 2017               | Найкращий актор (драма)         | Джоел Едгертон             | Номінація                  | [ 10 ] [ 11 ]              |
| Премія «Золотий глобус»        | 8 січня 2017               | Найкраща акторка (драма)        | Рут Негга                  | Номінація                  | [ 10 ] [ 11 ]              |
| Премія «Незалежний дух»        | 25 лютого 2017             | Найкращий режисер               | Джефф Ніколс               | Номінація                  | [ 12 ]                     |
| Премія «Незалежний дух»        | 25 лютого 2017             | Найкраща акторка                | Рут Негга                  | Номінація                  | [ 12 ]                     |